# Сікалаани
Сікалаани (ест. Sikalaanõ), також Сікалаане (ест. Sikalaane) — село в Естонії, входить до складу волості Риуге, повіту Вирумаа.